# Atupae
Atupae ist eine osttimoresische Aldeia im Suco Tebabui (Verwaltungsamt Bobonaro, Gemeinde Bobonaro). 2015 lebten in der Aldeia 349 Menschen.

## Geographie
Atupae liegt im Osten des Sucos Tebabui. Westlich befindet sich die Aldeia Bugas. Im Nordwesten grenzt Atupae an den Suco Maliubu, im Nordosten an den Suco Colimau und im Süden an den Suco Cota Bo’ot. Die Südgrenze bildet der Fluss Babalai, der in den Marobo fließt. Im Norden liegt der Berg Lolo Bugaslau (920 m), dessen Gipfel sich auf der Grenze zur Aldeia Atupae befindet.
Im Zentrum von Atupae liegt das Dorf Atupae. Hier befindet sich eine Grundschule.

## Politik
2023 wurde Carlito M. L. do Nasimento zum Chefe de Aldeia gewählt.